# Steinberg am See
Pour les articles homonymes, voir Steinberg.
Steinberg am See est une commune de Bavière (Allemagne), située dans l'arrondissement de Schwandorf, dans le district du Haut-Palatinat.